# 색경 (불교)
불교에서 색(色, 산스크리트어: रुपा rūpa, "변화 소멸하는 것")은 넓은 뜻으로는 물질 일반을 가리키지만, 좁은 뜻으로는 눈의 대상이 되는 물질의 속성, 즉 빨강이니 파랑이니 하는 색깔과 장단방원(長短方圓) 등의 모양과 크기를 가리킨다.  후자의 좁은 뜻은 마음작용의 물질적 대상인 색(色) · 성(聲) · 향(香) · 미(味) · 촉(觸)의 5경(五境) 중 첫 번째인 색경(色境)을 말하는데, 즉 눈이라는 기관 즉 안근(眼根)을 통해 마음(6식 또는 8식, 즉 심왕)이 인식[識, 了別]하고 느끼고[受] 표상[想]하며 나아가 욕구나 의지[行]를 내는 대상을 통칭하여 색경(色境)이라 한다.
즉, 색경이란 사물의 색깔과 모양을 말한다.

## 개념
색경(色境)에서 경(境, 산스크리트어: artha, 산스크리트어: visaya)은 경계(境界)를 의미한다. 경계라는 낱말에는 5근의 세력이 미치는 범위와 5근의 지각작용의 대상이라는 두 가지 뜻이 있다. 이런 뜻에서는, 색경(色境)은 안근(眼根)의 세력이 미치는 범위이며, 또한 안근(眼根)의 지각작용의 대상을 말한다.
달리 말하면, 색경(色境)은 이근(耳根, 귀)이 지각하는 소리, 비근(鼻根, 코)이 지각하는 냄새, 설근(舌根, 혀)이 지각하는 맛, 신근(身根, 몸)이 지각하는 감촉을 제외한 물질적 성질을 통칭하는 말이다. 그리고 이 때의 물질적 성질이란, 즉 소리 · 맛 · 냄새 · 감촉을 제외했을 때 남는 물질적 성질이란 곧 색깔과 형태(모양과 크기)라고 보며, 이것이 안근(눈)의 지각대상, 즉 색경(色境)이라고 본다.
또한, 색깔과 형태(모양과 크기)라는 물질적 성질뿐만 아니라 냄새 · 감촉 등의 다른 물질적 성질도 함께 가진 물체 도 모두 안근(눈)의 지각대상, 즉 색경(色境)이라고 가설적으로(즉, 언어적 표현상으로) 말할 수 있다고 보는데, 이 경우 해당 물체의 색깔과 형태(모양과 크기)만이 안근(눈)의 지각대상, 즉 색경(色境)이다. 이것은, 쉽게 말하면, 눈은 사물의 색깔과 모양과 크기를 보는 것이지, 소리 · 맛 · 냄새 · 감촉을 느끼는 감각 기관이 아니라는 당연한 말을 하고 있는 것이다. 예를 들어, 요리 전문가가 요리의 색깔과 형태를 보고 맛이 어떠하리라는 것을 예측하는 경우, 색깔과 형태(모양과 크기)를 보고 인식하는 것은 오로지 눈과 안식이며 예측하는 것은 음식에 대해 축적(기억)된 시각(색깔과 형태)과 미각(맛)의 경험에 근거하여 현재의 대상(요리)을 분석 · 종합하는 제6식(설일체유부의 경우) 또는 후3식(유식유가행파의 경우)이 관계한 것이다.
설일체유부의 정통적인 견해에 따르면 사물의 색깔에 해당하는 현색(顯色)과 형태(모양과 크기)에 해당하는 형색(形色)이 색경에 해당한다. 한편, 설일체유부의 일부 논사의 비정통적인 견해로서, 현색(색깔)과 형색(모양과 크기)뿐 아니라 거리도 색경에 해당한다는 주장이 있었다. 경량부에서는 설일체유부와는 달리 현색(색깔)만이 실재할 뿐, 형색(모양과 크기)은 현색(색깔)에 의해 일시 설정된 언어적 가설일 뿐이라고 주장하였다.
여러 일체법 분류 체계에서의 소속을 살펴보면, 색경(色境)은 12처(十二處)의 체계에서 색처(色處) 또는 색진(色塵)에 해당하고, 18계(十八界)의 체계에서 색계(色界)에 해당한다. 반면, 5온(五蘊)의 체계에서는 색온(色蘊)의 일부이며, 설일체유부의 5위 75법의 체계와 유식유가행파와 법상종의 5위 100법의 체계에서는 색법(色法)의 일부인데, 이것은 색온과 색법이 모두 물질 일반을 가리키는 것이기 때문이다.

## 분류
설일체유부에 따르면, 눈으로 볼 수 있는 대상인 색경(色境)은 크게 두 가지로 나뉘는데, 하나는 색깔에 해당하는 현색(顯色)이고 다른 하나는 모양과 크기에 해당하는 형색(形色)이다. 현색은 눈 즉 안근(眼根)으로만 지각할 수 있으며, 형색은 눈으로 보고 몸 즉 신근(身根)으로 감촉하여 지각된다.
아래의 12가지 현색과 8가지 형색, 총 20가지는 설일체유부와 유식유가행파를 비롯한 부파불교와 대승불교 전반에서 인정하고 있는 것으로, 부파 또는 종파에 따라 이들 외에 몇 가지를 더 추가하기도 한다.

#### 현색 = 색깔
현색(顯色, 산스크리트어: varna-rūpa)은 드러나게 볼 수 있는 색채를 말한다. 《구사론》 등에 따르면, 다음의 12가지가 있다.
1. 청(靑): 산스크리트어: nīla, 파란색
2. 황(黃): 산스크리트어: pīta, 노란색
3. 적(赤): 산스크리트어: lohita, 빨간색
4. 백(白): 산스크리트어: avadāta, 흰색
5. 운(雲): 산스크리트어: abhra, 구름
6. 연(煙): 산스크리트어: dhūma, 연기
7. 진(塵): 산스크리트어: rajas, 먼지, 티끌
8. 무(霧): 산스크리트어: mahikā, 안개
9. 영(影): 산스크리트어: chāyā, 그림자, 그림자 속에서 색깔이 불투명하게 보이는 것
10. 광(光): 산스크리트어: ātapa, 빛, 햇빛
11. 명(明): 산스크리트어: āloka, 밝음, 햇빛 이외의 빛
12. 암(闇): 산스크리트어: andhakāra, 어둠, 깜깜해서 다른 색깔이 보이지 않는 것

이들 중 청(靑) · 황(黃) · 적(赤) · 백(白)의 4종을 본색(本色)이라고 하며, 나머지 8가지는 4본색(四本色) 또는 4현색(四顯色)의 차별이다. 즉, 뒤의 8가지는 4본색을 차별화하는 방법을 들어서 그 결과로서 나타나는 색깔을 가리킨다. 예를 들어, 그림자[影]는 그림자의 색인 검은색을 말하는 것이 아니라 그림자 속에서 색깔이 불투명하게 보이는 것을 말한다. 즉 불투명도(opacity)에 따른 청황적백의 차별을 말한다. 어둠[闇]은 깜깜해서 다른 색깔이 보이지 않는 것, 즉 청황적의 3색이 혼합되어 만들어진 검은색을 말한다. 이런 의미이기 때문에, 현색은 안근으로 인식 가능한 모든 색깔을 의미한다.

#### 형색 = 모양
형색(形色, 산스크리트어: samsthāna-rūpa)은 눈(안근)으로 보고 몸(신근)으로 감촉하여 인식하는 모양과 크기를 말한다. 《구사론》 등에 따르면, 다음의 8가지가 있다.
1. 장(長): 산스크리트어: dīrgha, 김
2. 단(短): 산스크리트어: hrasva, 짦음
3. 방(方): 산스크리트어: aturaśra, 네모짐
4. 원(圓): 산스크리트어: vrtta, 둥금
5. 고(高): 산스크리트어: unnata, 튀어나옴
6. 하(下): 산스크리트어: avanata, 들어감
7. 정(正): 산스크리트어: śāta, 평평함, 고름
8. 부정(不正): 산스크리트어: viśāta, 평평하지 않음, 고르지 않음

## 현색·형색 분별
안근의 인식작용의 대상으로서의 구체적인 사물들을 현색(색깔)과 형색(모양과 크기)에 따라 분별해 보면, 현색(색깔)만 가진 것도 있고, 형색(모양과 크기)만 가진 것도 있고, 둘 다를 가진 것도 있다. 예를 들어, 청황적백 등의 여러 색깔은 현색(색깔)만 가진 것이고, 몸을 구부렸을 때의 구부린 모양은 형색(모양과 크기)만 가진 것이다. 대부분의 사물은 현색(색깔)과 형색(모양과 크기)을 다 가진다.

## 의의
위와 같이 색경을 현색(색깔)과 형색(모양과 크기)으로 분류한 것은 설일체유부의 정통적 견해였는데, 이것은, 달리 말하면, 설일체유부에서는 안근(眼根)의 인식작용으로 성립되는 안식(眼識), 즉 시각(視覺) 또는 시의식(視意識)의 본질은 사물의 색깔과 모양과 크기(長과 短)를 인식하는 것이라고 규정하고 있는 것이다.
이러한 정통적 견해와는 달리, 설일체유부의 어떤 논사들은 공(空, 공간)도 하나의 현색(顯色)이라고 주장하였다. 이것은, 달리 말하면, 안근(眼根)의 인식작용으로 성립되는 안식(眼識), 즉 시각(視覺) 또는 시의식(視意識)의 본질에는 대상의 색깔과 모양과 크기(長과 短)를 인식하는 것뿐만 아니라 대상까지의 거리를 인식하는 것도 포함되어야 한다고 주장한 것이다. 이 주장은 거리의 인식이 눈의 작용, 즉 시각에 의해 이루어진다는 현대 심리학의 연구 결과와 비추어 볼 때 흥미로운 주장이다. (참고: 시각#시각과 심리학)
한편, 경량부에서는 하나의 실체[一事, eka dravya], 즉 1개의 극미(極微)에 현색(顯色)과 형색(形色)이 함께 존재할 수는 없다는 점을 들어, 현색(색깔)만을 가진 극미가 실재할 뿐 형색(모양과 크기)은 이러한 극미를 바탕으로 일시 설정된 언어적 가설일 뿐이라는 형색가립론(形色假立論)을 주장하였다. 이에 대해, 설일체유부에서는 하나의 실체[一事, eka dravya], 즉 1개의 극미(極微) 가운데 현색과 형색이 동시에 존재한다고 한 것은 존재론적 의미가 아닌 인식론적 의미에서 그렇게 말한 것으로, 인식론적인 의미에서 현색(색깔)과 형색(모양과 크기)은 동시에 알려진다고 주장하였다. 설일체유부의 이러한 답에 대해, 《구사론》의 저자인 세친은, 그렇다고 한다면, 몸을 구부렸을 때의 경우 구부린 모양이라는 형색(모양과 크기)에 대한 앎뿐만 아니라 현색(색깔)에 대한 앎도 있어야 하지 않는가 하고 의문을 제기하였다. 이러한 의문을 제기한 것은 세친이 경량부의 형색가립론(形色假立論)을 더 타당한 견해로 여겼다는 것을 암시한다.

## 참고 문헌
- 이 문서에는 다음커뮤니케이션(현 카카오)에서 GFDL 또는 CC-SA 라이선스로 배포한 글로벌 세계대백과사전의 내용을 기초로 작성된 글이 포함되어 있습니다.
- 세친 지음, 현장 한역, 권오민 번역. 《아비달마구사론》. 한글대장경 검색시스템 - 전자불전연구소 / 동국역경원. |title=에 외부 링크가 있음 (도움말)
- 운허.  동국역경원 편집, 편집. 《불교 사전》. |title=에 외부 링크가 있음 (도움말)
- 최봉수 (1999). 〈색온에서의 색의 의미 - 구사론과 청정도론의 색온론을 비교하여〉. 《불교학보》.
- (중국어) 星雲. 《佛光大辭典(불광대사전)》 3판. |title=에 외부 링크가 있음 (도움말)

## 주해
1. 1 2 3  불교에서는 성질 외에 성질을 가진 자를 따로 세우지 않는다. 즉 "성질 = 성질을 가진 자"라고 본다. 따라서 "색깔과 형태(모양과 크기)라는 물질적 성질뿐만 아니라 냄새 · 감촉 등의 다른 물질적 성질도 함께 가진 물체"라는 말은 "색깔 + 형태(모양과 크기) + 냄새 + 감촉"이 곧 해당 물체이지, 해당 물체가 있어서 "색깔 + 형태(모양과 크기) + 냄새 + 감촉"을 소유한다는 말이 아니다. 다만 언어적인 표현의 편리 때문에 물질적 성질을 가진 물체라고 표현하는 것일 뿐이다.

마찬가지로, "사물의 색깔과 모양과 크기와 냄새와 감촉"이라고 말할 때, 사물이 있어서 색깔과 모양과 크기와 냄새와 감촉을 소유하는 것이 아니라, 색깔과 모양과 크기와 냄새의 집합이 곧 해당 사물이라고 본다. 따라서, "사물의 색깔"이라고 말할 때의 의에 대해서는 소유 관계로 해석하지 않기 위해 주의를 기울일 필요가 있다.

마찬가지로, 인간의 경우도, 오온설(五蘊說)에 따르면, 인간이란 "육체 + 지각작용 + 표상작용 + 의지작용 + 마음(6식 또는 8식, 즉 심왕, 즉 의식)"의 존재이며, 각 사람마다 서로 다른 이유는 육체가 다르고 지각이 다르고 표상이 다르고 의지가 다르고 마음이 다르기 때문이지, "육체 + 지각작용 + 표상작용 + 의지작용 + 마음(6식 또는 8식, 즉 심왕, 즉 의식)"을 소유하는 어떤 별도의 실체가 있어서 그 실체가 서로 다르기 때문인 것이 아니라고 본다. 그리고 육체가 다르고 지각이 다르고 표상이 다르고 의지가 다르고 마음이 다른 것은 "육체 + 지각작용 + 표상작용 + 의지작용 + 마음(6식 또는 8식, 즉 심왕, 즉 의식)"이 스스로 지은 행위(원인)에 따른 결과라고 본다. 따라서 "육체 + 지각작용 + 표상작용 + 의지작용 + 마음(6식 또는 8식, 즉 심왕, 즉 의식)"이 스스로를 변화시키면 그에 따른 성장 또는 발전이 반드시 나타나게 된다고 본다.